# Fiscalité du Cameroun
La fiscalité du Cameroun est structurée pour financer les dépenses publiques et soutenir le développement économique. Voici un aperçu des principaux aspects de la fiscalité malienne :
1. 1.     1. 1. **Impôts sur le Revenu et les Sociétés**

```
  - **Impôt sur le Revenu des Personnes Physiques (IRPP)** : Cet impôt s'applique aux revenus des individus résidant au Cameroun. Les revenus imposables incluent les salaires, les bénéfices des activités commerciales, et autres sources de revenus.
  - **Impôt sur les Sociétés (IS)** : Les entreprises sont soumises à l'IS sur leurs bénéfices. Le taux standard est de 30%, mais il peut varier en fonction des incitations fiscales ou des régimes spécifiques appliqués à certains secteurs.
```

1. 1.     1. 2. **Taxes sur la Consommation**

```
  - **Taxe sur la Valeur Ajoutée (TVA)** : La TVA est un impôt sur la consommation qui s'applique à la majorité des biens et services. Le taux standard est de 18%.
  - **Droits d'accise** : Ces taxes s'appliquent sur certains produits spécifiques tels que les produits pétroliers, les boissons alcoolisées, et les tabacs.
```

1. 1.     1. 3. **Impôts sur le Patrimoine**

```
  - **
Taxe Foncière
** : Cette taxe est imposée sur les propriétés immobilières. Elle est calculée en fonction de la valeur cadastrale des biens.
  - **Impôt sur les successions et donations** : Les transferts de patrimoine par héritage ou donation sont également soumis à une imposition.
```

1. 1.     1. 4. **Douanes et Impôts Indirects**

```
  - **Droits de Douane** : Ces droits s'appliquent sur les importations de biens pour protéger les industries locales et générer des recettes fiscales.
  - **Taxes sur les activités économiques** : Ces taxes incluent les licences, les permis d'exploitation, et autres redevances liées aux activités économiques.
```

1. 1.     1. 5. **Régimes et Incitations Fiscales**

```
  - **Zones économiques spéciales** : Pour encourager l'investissement, le Mali offre des avantages fiscaux dans certaines zones économiques spéciales.
  - **Exonérations et réductions d'impôts** : Certaines industries prioritaires, comme l'agriculture et l'industrie manufacturière, peuvent bénéficier d'exonérations ou de réductions d'impôts.
```

1. 1.     1. 6. **Administration Fiscale**

```
  - **Direction Générale des Impôts (DGI)** : Cet organisme est responsable de la collecte des impôts directs et indirects.
  - **Direction Générale des Douanes (DGD)** : Cette direction gère la collecte des droits de douane et autres taxes sur les importations et exportations.
```

1. 1.     1. Réformes Récentes et Défis

Le Mali entreprend régulièrement des réformes fiscales pour améliorer l'efficacité de son système fiscal et accroître les recettes. Les défis incluent l'élargissement de l'assiette fiscale, la réduction de l'évasion fiscale et l'amélioration de la conformité fiscale.
1. 1.     1. Conclusion

La fiscalité malienne est un outil crucial pour le développement économique et la stabilité financière du pays. Les réformes continues et les efforts pour moderniser l'administration fiscale sont essentiels pour maximiser les recettes fiscales et soutenir les objectifs de développement du Mali.

## TVA

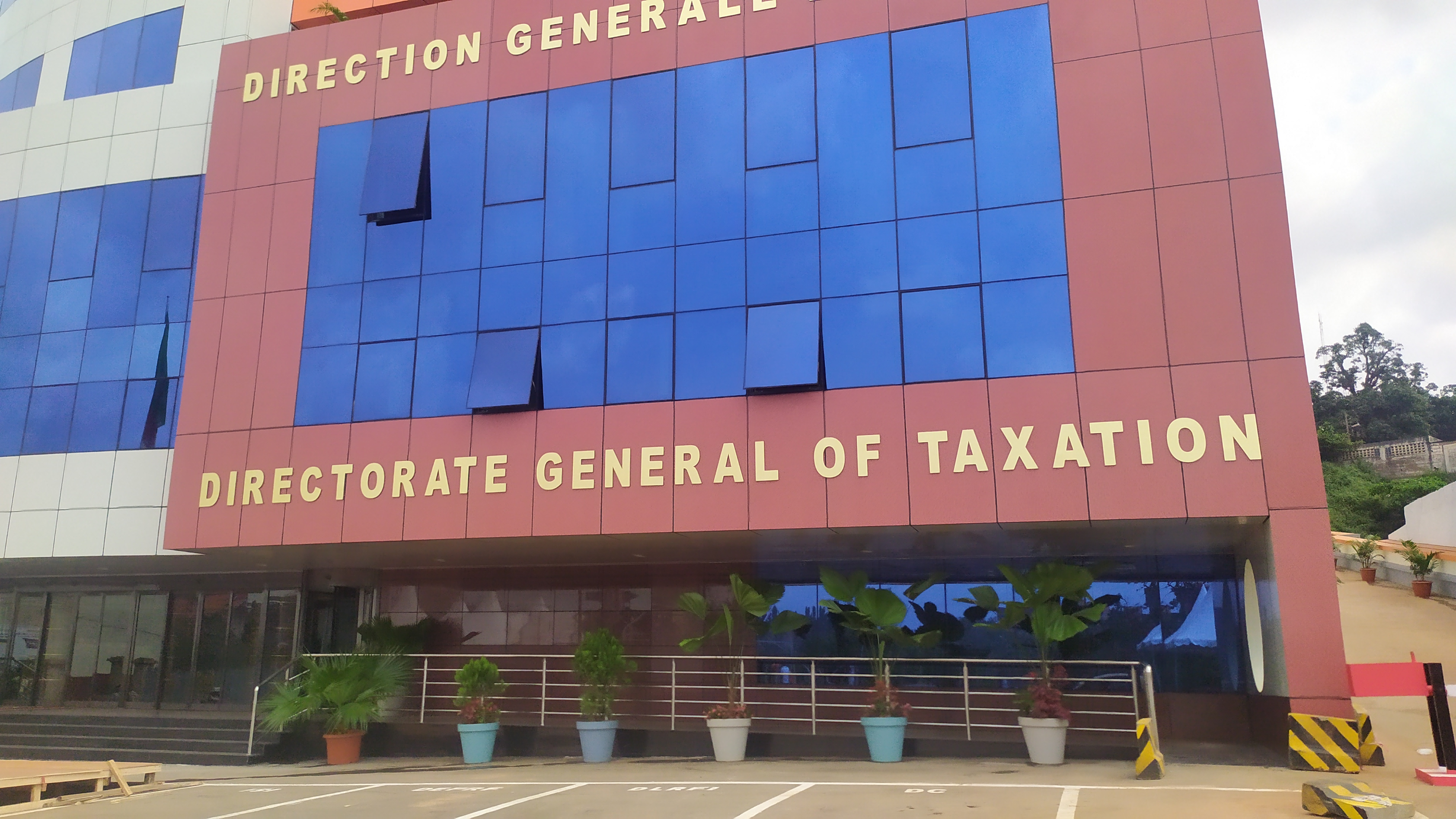
Direction Générale des Impôts à Yaoundé

Il existe une Taxe sur la valeur ajoutée perçue par l'État et les communes. Son fonctionnement est similaire aux TVA des autres pays.
Le taux général de la TVA au Cameroun est de 17,5 % (19,25 % avec les centimes additionnels communaux) depuis 2005. Il était de 18,7 % auparavant. Il existe un taux zéro (0 %) qui s'applique aux exportations des produits imposables et à toutes les opérations réalisées avec les entreprises situées dans la zone franche industrielle et les points francs.

### Personnes Imposables
Les personnes imposables sont les personnes suivantes lorsqu'elles réalisent des opérations entrant dans le champ d'application de la TVA :
- Les personnes morales de droit public (l'État, les collectivités territoriales centralisées, les établissements publics administratifs) ;
- Les personnes morales de droit privé (les sociétés de capitaux ; les sociétés de personnes; les associations ; les groupements d'intérêt économique ; les groupements d'intérêt collectif ; les sociétés à capital public ; les sociétés d'économie mixte).

### Opérations imposables

#### Opérations imposables par nature
Les opérations imposables par nature à la TVA sont les suivantes :
1. Les livraisons de bien
2. Les prestations de services
3. Les importations
4. Les travaux immobiliers
5. Les ventes d'articles et de matériels d'occasion faites par les professionnels
6. Les cessions d'immobilisations corporelles non comprises dans la liste des biens exonérés visés à l'article 241 du code des douanes
7. Les opérations immobilières de toute nature réalisées par les professionnels de l'immobilier
8. Les ventes de produits pétroliers importés ou produits au Cameroun
9. Les jeux de hasard et de divertissement
10. Toute autre opération économique réalisée à titre onéreux

#### Opérations imposables en vue d'une disposition expresse de la loi
C'est le cas de :
- Les livraisons à soi-même (activités réalisées par les personnes imposables pour les besoins de l'entreprise ou pour d'autres besoins dans le cadre de l'exploitation. Exemple: consommation par une entreprise de son stock. Dans ce cas, elle est fournisseur et client. Taxer ces opérations visent à assurer la neutralité de la TVA et à rétablir l'équité fiscale)
- Les prestations de services à soi-même : elles sont de deux types : l'utilisation d'un bien affecté à l'entreprise pour les besoins privés de la personne imposable, ceux de son personnel ou à des fins étrangères à l'entreprise. Si le bien utilisé a ouvert droit à déduction, la taxation est effective ; la prestation effectuée à titre gratuit par la personne imposable ou assujetti pour ses besoins privés, ceux de son personnel ou à des fins étrangères à l'entreprise.

#### Le cas particulier des exportations
Les exportations sont taxées au taux zéro.

### Opérations exonérées
Le code général des impôts énumère les différents produits et les types d'opérations exonérées de TVA de par leur nature ou du fait de la loi.

## Les régimes d'imposition

### Régime de l'impôt libératoire
Les personnes physiques ou morales dont le chiffre d'affaires annuel hors taxes est inférieur à 10 000 000 F CFA sont assujetties au paiement de l'impôt libératoire, à l'exception des exploitants forestiers, des officiers publics ministériels, et des professions libérales. Sont également assujettis à l'impôt libératoire :
1. les exploitants de baby-foot dont le nombre de machines est inférieur à 10,
2. les exploitants de flippers et jeux-vidéo dont le nombre de machines est inférieur à 5,
3. les exploitants de machines à sous dont le nombre de machines est inférieur à 3.

À défaut de détermination du chiffre d'affaires, les activités relevant de l'impôt libératoire font l'objet d'une classification spécifique. L'impôt libératoire est dû par commune, par établissement, et par activité dans le cadre de l'exercice de plusieurs activités distinctes dans le même établissement. Toutefois, le marchand ambulant paie l'impôt libératoire uniquement dans la commune de son domicile. L'impôt libératoire est payé trimestriellement, dans les quinze jours suivant la fin du trimestre pour lequel il est dû. Il est payé à l'aide d'une fiche. Toute personne qui entreprend une activité soumise à l'impôt libératoire doit en faire la déclaration dans les 15 jours qui suivent le début de l'activité. Elle ne doit payer cet impôt qu'à compter du premier jour du trimestre au cours duquel elle a commencé d'exercer. Le paiement de l'impôt libératoire donne droit à la délivrance d'une fiche de paiement. Le non- affichage de cette fiche entraine la fermeture de l'établissement concerné.

### Régime simplifié d'imposition (RSI)
Les personnes physiques et morales dont le chiffre d'affaires annuel hors taxes est supérieur ou égal à 10 000 000 FCFA et inférieur à 50 000 000 FCFA sont assujetties au régime simplifié d'imposition en abrégé RSI. Relèvent également du RSI les personnes physiques et morales réalisant les opérations suivantes :
1. Le transport interurbain de personnes par minibus et cars de moins de 50 places et exploitant au plus 5 véhicules ;
2. L'exploitation des babyfoot dont le nombre de machines est compris entre 10 et 25 ;
3. L'exploitation des flippers et jeux vidéo dont le nombre de machines est compris entre 5 et 15 ;
4. L'exploitation des machines à sous dont le nombre est compris entre 3 et 10.

Ils doivent tenir leur comptabilité suivant le système allégé (SA) du plan comptable OHADA. Ils peuvent opter pour le régime du réel si leur chiffre d'affaires est compris entre 30 000 000 F CFA et 50 000 000 F CFA.
Ils ne peuvent collecter la TVA. Ils sont assimilables à des consommateurs finaux.

### Régime du réel
Les membres des professions libérales et les exploitants forestiers sont assujettis de plein droit à ce régime. Les personnes physiques et les personnes morales dont le chiffre d'affaires annuel hors taxes est supérieur ou égal à 50 000 000 FCFA sont elles aussi assujetties à ce régime d'imposition. Relèvent également du régime du réel les personnes physiques et morales qui réalisent les opérations suivantes :
1. Le transport interurbain de personnes par minibus et cars de moins de 50 places et exploitant plus de 5 véhicules ;
2. Le transport interurbain de personnes par minibus et cars d'au moins 50 places, quel que soit le nombre de véhicules exploités ;
3. L'exploitation de babyfoot dont le nombre de machines est supérieur à 25 ;
4. L'exploitation de flippers et jeux vidéo dont le nombre de machines est supérieur à 15 ;
5. L'exploitation de machines à sous dont le nombre de machines est supérieur à 10.

Ils doivent tenir leur comptabilité suivant le système normal(SN) du plan comptable OHADA. Ils sont les seuls à pouvoir collecter et déduire la TVA.

## Droit d'accise
Le droit d'accise est un impôt fonctionnant selon le même mécanisme que la TVA. Il touche la plupart des biens dangereux pour la santé comme les boissons alcoolisées et des biens de luxe.
Avant 2006, son taux était unique à 25 %. Depuis 2006, taux normal à 25 % et taux réduit à 12,5 % (véhicules) et 2 % concernent les services de communication.

## Impôt sur le revenu des personnes physiques (IRPP)
L'impôt sur le revenu des personnes physiques est retenu à la source pour les salariés. Il n'existe pas de mécanisme de quotient familial.

### Avant la loi de finances pour2015
Revenu imposable :
L'IRPP est liquidé par application du barème 2 ci-après, après abattement de 500 000 F CFA sur la somme des revenus nets catégoriels, tel que défini à l'article 69 du Code général des impôts.
Le revenu imposable des salariés est égal au montant brut perçu, plus les avantages en nature pris aux montants réels, moins un abattement forfaitaire de 30 %, et moins les cotisations versées à la CNPS.

### À compter de la loi de finances pour2015
En application des dispositions de l'article 69, l'IRPP est calculé par revenu catégoriel. Il existe 6 catégories de revenu:
- les salaires, pensions et rentes viagères;
- les revenus des capitaux mobiliers;
- les revenus fonciers;
- les bénéfices des activités artisanales, industrielles et commerciales;
- les bénéfices des activités agricoles;
- les bénéfices des activités non commerciales et assimilées

Ainsi, en ce qui concerne les salariés, leur impôt est calculé par application du barème 2 ci-après sur le revenu imposable. Pour les contribuables réalisant des activités artisanales, industrielles, commerciales et non commerciales ainsi que ceux disposant de revenus fonciers, l'impôt est calculé par application du taux de 33 % (CAC compris) sur le revenu net ou bénéfice. L'impôt ainsi calculé ne doit pas être inférieur à 2,2 % (CAC compris) du chiffre d'affaires réalisé au cours de l'exercice pour les contribuables relevant du régime du réel. Pour ceux relevant du RSI, le minimum de perception est porté à 5,5 % à compter de la loi de finances pour 2016.
Pour ce qui est des revenus des capitaux mobiliers, l'impôt est calculé par application du taux de 16,5 % (CAC compris) sur le revenu imposable. Le revenu imposable des salariés est égal au revenu brut perçu, plus les avantages en nature ou en argent estimés selon le barème 1 ci-après, moins les frais professionnels calculés forfaitairement à 30 %, moins les cotisations versées à l'État ou à la CNPS au titre de la retraite obligatoire. Le barème des avantages en nature est appliqué sur le montant brut perçu. Le revenu imposable dans la catégorie des revenus fonciers est égal à la différence entre le montant brut effectivement encaissé et le total des charges fixées forfaitairement à 30 % du revenu brut, sauf justification des frais réels.
Barème 1
| Avantage en nature | Taux |
| ------------------ | ---- |
| Logement           | 15 % |
| Électricité        | 4 %  |
| Eau                | 2 %  |
| Par domestique     | 5 %  |
| Par véhicule       | 10 % |
| Nourriture         | 10 % |

Barème 2
| Tranche de revenu annuel | Taux |
| ------------------------ | ---- |
| De 0 à 2 000 000         | 10 % |
| De 2 000 001 à 3 000 000 | 15 % |
| De 3 000 001 à 5 000 000 | 25 % |
| Plus de 5 000 000        | 35 % |

## Licence
Il est institué un impôt appelé contribution des licences. Il est dû par toute personne physique ou morale autorisée à vendre en gros ou en détail à titre quelconque des boissons alcoolisées ou non alcoolisées. Ne donnent pas lieu au paiement de la licence la vente des eaux minérales, eaux gazeuses, aromatisées ou non par extraits non alcoolisées, et la vente de jus frais non fermentés, lorsqu'elles sont effectuées dans un établissement distinct de celui comportant des boissons imposables. La licence est due par les importateurs, producteurs et débitants des boissons imposables selon les mêmes règles que celles applicables selon le cas à la patente ou à l'impôt libératoire. Elle est annuelle et personnelle. Pour les contribuables relevant de l'impôt libératoire et vendant des boissons pour lesquelles la licence est due, cette dernière est calculée ainsi qu'il suit:
- une fois le montant de l'impôt libératoire pour les boissons non alcoolisées ;
- deux fois le montant de l'impôt libératoire pour les boissons alcoolisées.

Pour les autres contribuables vendant des boissons imposables, le tarif de la licence est fixé comme suit :
- deux fois le montant de la patente pour les boissons non alcoolisées ;
- quatre fois le montant de la patente pour les boissons alcoolisées.

En cas de vente de boissons dans deux commerces pour le même établissement, le chiffre d'affaires à prendre en compte est celui déclaré pour la vente de toutes les boissons. Si dans un même établissement, les ventes de boissons effectuées donnent lieu à plusieurs taxations, c'est la licence la plus élevée qui est pris en compte. Le paiement de la licence est indépendant de celui de l'impôt auquel il est rattaché. Ainsi, même si la licence est déjà payée, l'impôt en principal doit suivre le même sort.

## Impôt sur les sociétés

### Base Imposable
La base imposable de l'impôt sur les sociétés est égale au chiffre d'affaires moins tous les frais engagés par l'entreprise pour obtenir ce chiffre d'affaires. Certaines dépenses sont cependant exclues du champ de déductibilité par la loi et doivent être réintégrées au bénéfice comptable. Certains produits ne sont pas imposables et doivent être déduits du bénéfice comptable.

### Taux
Le résultat fiscal est imposé au taux unique de 30 % (33 % CAC compris). La Loi des Finances de 2021 a réduit ce taux à 28 % (30,8 % CAC compris) pour les entreprises réalisant un chiffres d'affaires inférieur à 3 milliards et relevant d'un CDI, CIME ou CDI.

### Paiement de l'impôt
L'impôt sur les sociétés est acquitté spontanément par le contribuable au plus tard le 15 du mois suivant selon les modalités suivantes :
- pour les personnes relevant du régime du réel, un acompte représentant 2,2 % (CAC compris) du chiffre d'affaires réalisé au cours de chaque mois est payé au plus tard le 15 du mois suivant.
- pour les personnes relevant du RSI, un acompte représentant 5,5 % (CAC compris) du chiffre d'affaires réalisé au cours de chaque mois est payé au plus tard le 15 du mois suivant.

Le solde est payé au plus tard le 15 mars de l'année suivante. Si le montant total de l'impôt à payer est inférieur à l'impôt déjà payé considéré comme le minimum de perception, l'impôt payé constitue l'impôt à payer.

## Taxe spéciale sur les revenus (TSR)
Cette taxe frappe les prestations de services facturées à l'étranger. Selon les conventions fiscales, elle peut être déductible dans le pays étranger.
Sous réserve de conventions fiscales internationales, les taux de la TSR sont les suivants :
- taux général de 15 % applicable à toutes les rémunérations soumises à cet impôt ;
- taux moyen de 10% applicable aux rémunérations des prestations matérielles ponctuelles versées aux entreprises non domiciliées ayant renoncé à l'imposition d'après la déclaration ; et
- taux réduit de 5 % applicable aux :
  - rémunérations dans le cadre de la commande publique dont les adjudicataires ne sont pas domiciliés au Cameroun ;
  - rémunérations versées à l'étranger pour la fourniture de l'accès aux prestations audiovisuelles à contenu numérique ; et
  - rémunérations des prestations de toutes natures fournies aux compagnies pétrolières lors des phases de recherche et de développement.

Selon la convention fiscale franco-camerounaise, le taux est ramené à 7,5 % si l'entreprise est domiciliée en France, uniquement en ce qui concerne les redevances pour les études et les prestations relatives à l'assistance technique, financière et comptable. Les autres prestations avec les entreprises françaises demeurent soumises au taux de droit commun de 15 %.

## Centimes additionnels communaux (CAC)
Les centimes additionnels communaux sont une taxe supplémentaire de 10 % qui frappe les impôts suivant : TVA, IS, IRPP, et IRCM.
Les dispositions du chapitre 2 de la loi de finances 2002/014 du 20 décembre 2002 ont institué l'IRCM en lieu et place de la TPRCM.
Selon les dispositions de l'article 581 du Code Général des Impôts du Cameroun, les centimes additionnels communaux frappent aussi la Taxe sur la Propriété Foncière au taux de 10 %.
Cette taxe est perçue au profit des communes.
Pour les grandes entreprises, c'est-à-dire celles qui ont un chiffre d’affaires au dessus de 3 milliards de FCFA, la patente se calcule en appliquant le chiffre d’affaires au taux de 0,159 % (Chiffre d’affaires x 0,159 %). Pour les moyennes entreprises (chiffre d’affaires compris entre 50 millions et 3 milliards de F CFA), le chiffre d’affaires est multiplié par 0,283 %. Et pour les petites entreprises (chiffre d’affaires compris entre 10 millions de FCFA et 50 millions de FCFA), le taux applicable au chiffre d’affaires est de 0,494 %

## Droit d'enregistrement
Le droit d'enregistrement est une taxe qui frappe les contrats (sauf les contrats de travail) et les transactions sous seing privé. Ce droit peut être fixe, proportionnel, progressif ou dégressif.
Liste des cas les plus courants et tarifs :
- Contrat de bail immobilier urbain commercial : 10 % du loyer annuel
- Contrat de bail immobilier urbain d'habitation : 5 % du total des loyers prévus[articles 341 et 543 du code général des impôts(CGI)]
- Vente de véhicule automobile : 5 % du montant de la vente
- Marchés publics de plus de 5 000 000 F : 2 % du montant du marché
- Transactions sur les biens immobiliers : 15 % du montant de la transaction
- Transactions sur des terrains immobiliers non bâtis : 5 % du montant de la transaction
- Transactions sur des valeurs mobilières : 2 % du montant de la transaction
- Contrats de mariages : 1 %
- Contrats de mariages sans apports : droit fixe de 20 000 F
- Augmentation de capital : depuis la loi n°2009/018 du 15 décembre 2010 portant loi des finances de la République du Cameroun au titre de l'exercice fiscal 2010, l'article 546 alinéa b du code général des impôts (CGI) dispose que l'enregistrement des actes de constitution, de prorogation de société et d'augmentation de capital est GRATIS Mutations par décès : droit progressif (2 % à 10 %)
- Testament : droit fixe de 12 000 F

## Fiscalités spécifiques

### Fiscalité pétrolière
Tout comme l'activité pétrolière, la fiscalité dudit secteur a deux versants :
- la fiscalité pétrolière amont
- la fiscalité pétrolière aval

Il existe une taxe spéciale sur les produits pétroliers (TSPP) :
Montant :
- essence-super : 120 francs / litre
- gazole : 65 francs / litre

Selon l'article 232 du Code Général des Impôts, le fait générateur de cette taxe est constitué par :
- l’enlèvement des produits taxables à la Société Camerounaise des Dépôts Pétroliers (SCDP) ;
- la livraison par la Société Nationale de Raffinage (SONARA) des produits taxables ne transitant pas par les entrepôts de la SCDP
- l’introduction des produits taxables sur le territoire, telle que définie par le Code des Douanes de la CEMAC, en ce qui concerne les importations ;
- la première utilisation de produits pétroliers lorsqu’il s’agit des livraisons à soi-même..

Le fruit de cette taxe est réparti de la manière suivante :
- Fonds routier, 75 et 65 F CFA, respectivement à prélever sur le litre d'essence-super et de gazole
- Trésor Public 45 F CFA

### Foresterie
Redevance forestière annuelle : La redevance forestière annuelle est assise sur la superficie des titres d’exploitation forestière de toutes natures y compris les ventes de coupe octroyés sur les sites affectés à des projets de développement spécifiques, et constituée du prix plancher et de l’offre financière.
Le prix plancher est fixé ainsi qu’il suit :
- Ventes de coupe : 2 500 FCFA/ha
- Concessions : 1 000 FCFA/ha

La redevance forestière est acquittée en trois (3) versements d’égal montant, aux dates limites ci-après :
- 15 mars pour le premier versement ;
- 15 juin pour le second ;
- 15  septembre pour le troisième.

Lorsque la première attribution d’un titre d’exploitation forestière intervient après le 30 juin, la Redevance Forestière annuelle est liquidée au prorata temporis, et est acquittée dans les quarante-cinq (45) jours suivant la date de dépôt de la caution de garantie.
Taxe d'abattage : taxe de 2,5 % de la valeur mercuriale des bois abattus en forêt.
Taxe de régénération : Les taux de la taxe de régénération sur les produits forestiers non ligneux et les produits spéciaux sont fixés ainsi qu'il suit :
- bois d'ébène (diospyroscrassiflora hier) : 100 FCFA/kg ;
- écorce de Pygeum (prunus africana) : 25 FCFA/kg ;
- autres produits : 10 FCFA/kg.

Droit de douane à l'exportation : taxe de 17,5 % de la valeur mercuriale sur les exportations de bois en grumes.
Surtaxe à l'exportation : surtaxe sur les grumes allant de 1000 à 5 000 Francs CFA par m³ selon les essences. La principale essence exportée, l'ayous, supporte une surtaxe de 5 000 FCFA par m³.
Note : les valeurs mercuriales sont votées semestriellement par l'assemblée nationale sur proposition des douanes.

## Sources